# The Search for Everything
The Search for Everything è il settimo album in studio del cantautore statunitense John Mayer, pubblicato il 14 aprile 2017.
Il 17 novembre 2016 Mayer ha pubblicato il singolo Love on the Weekend (incluso anche in Wave One). Nei mesi di gennaio e febbraio 2017 sono stati poi pubblicati due EP (The Search for Everything: Wave One e The Search for Everything: Wave Two) i quali contengono quattro tracce ognuno che saranno poi incluse nell'LP.
Il 24 febbraio si è esibito al The Ellen DeGeneres Show suonando Moving On and Getting Over, il 1º marzo ha poi suonato Still Feel Like Your Man al Jimmy Kimmel Live!.
Il 13 marzo 2017, attraverso vari social network, ha pubblicato la track list dell'album in arrivo.

## Tracce
Testi e musiche di John Mayer.
1. Still Feel like Your Man – 3:57
2. Emoji of a Wave – 3:59
3. Helpless – 4:09
4. Love on the Weekend – 3:32
5. In the Blood – 4:04
6. Changing – 3:34
7. Theme From "The Search For Everything" – 1:52
8. Moving On and Getting Over – 4:22
9. Never on the Day You Leave – 3:41
10. Rosie – 4:01
11. Roll It on Home – 3:25
12. You're Gonna Live Forever in Me – 3:09

## Formazione

### Musicisti
- John Mayer – voce, chitarra, pianoforte
- Steve Jordan – batteria, percussioni
- Pino Palladino – basso
- Larry Goldings – pianoforte, tastiera, organo Hammond, Fender Rhodes, wurlitzer
- Davide Rossi – archi
- Greg Leisz – chitarra, lap steel guitar, pedal steel guitar, dobro
- Aaron Sterling – batteria (su Roll It on Home) e percussioni (su Still Feel Like Your Man e Roll It on Home)
- Jim Keltner – batteria (su Roll It on Home)
- James Fauntleroy – tastiera (su Still Feel Like Your Man e Moving On and Getting Over)[11]
- Gary Grant, Chuck Findley – tromba (su Rosie)
- Andy Martin – trombone (su Rosie)
- Daniel Higgins – sassofono (Su Rosie)
- Al Jardine, Matt Jardine – cori (su Emoji of a Wave)
- Tiffany Palmer – cori (su Helpless)
- Sheryl Crow – cori (su In the Blood)

### Produzione
- Steve Jordan – produttore esecutivo
- Chad Franscoviak – produttore artistico, ingegnere del suono
- John Mayer – produttore
- Chris Galland – missaggio
- Manny Marroquin – missaggio
- Greg Calbi – mastering

## Copertina
L'immagine di copertina utilizzata per The Search of Everything (e per i due EP che l'hanno preceduto) è opera dell'artista sudcoreana Soey Milk.

## Classifiche
| Classifica (2021) | Posizione massima |
| ----------------- | ----------------- |
| Grecia            | 47                |